# Schrievers
Schrievers (vor Ort umgangssprachlich teilweise auch noch „Hoher Berg“ genannt) ist ein Stadtteil westlich von Rheydt. Er liegt im Stadtbezirk Süd der kreisfreien Großstadt Mönchengladbach in Nordrhein-Westfalen zwischen der A 61 im Westen und der B 230 im Osten.
Schrievers ist umgeben von einigen Grünflächen oder Grünzügen (Grünzug Landwehr; Kleingartenanlage Hoher-Berg; Pongser Feld; Alter Friedhof Watelerstraße-Preyerstraße). An den ÖPNV angeschlossen ist das Viertel durch die Buslinie 024.

## Geschichte
Ende des 19. und Anfang des 20. Jahrhunderts durch Betriebe der Textilindustrie und kleinen Siedlungen der dort tätigen Textilarbeiter geprägt, kamen Ende der 1960er und Anfang der 1970er Jahre zu dem bis dahin überwiegend ein-, zwei- und dreigeschossigen alten Gebäudebestand einige modernere, höhere Gebäude des sozialen Wohnungsbaus dazu. Zahlreiche kleinere Geschäfte (Lebensmittelläden, Metzgereien, Bäckereien) schlossen in den 1990er Jahren. Obwohl Rheydt traditionell überwiegend protestantisch war, lebten in Schrievers auch sehr viele Katholiken, die teilweise die im angrenzenden Morr liegende Herz-Jesu-Kirche besuchten, teilweise auch die im Stadtzentrum von Rheydt liegende Marienkirche oder die Kirche St. Konrad in Ohler.